# Nephelornis oneilli
A Nephelornis oneilli a madarak osztályának verébalakúak (Passeriformes) rendjébe és a tangarafélék (Thraupidae) családjába tartozó Nephelornis nem egyetlen faja.

## Rendszerezése
A fajt George Hines Lowery Jr és Dan A. Tallman írták le 1976-ban.

## Előfordulása
Az Andok keleti lejtőin, Peru középső részén honos. Természetes élőhelyei a szubtrópusi és trópusi hegyi esőerdők és magaslati cserjések, lápok és mocsarak környékén. Állandó, nem vonuló faj.

## Megjelenése
Testhossza 12 centiméter, testtömege 16-19 gramm.

## Természetvédelmi helyzete
Az elterjedési területe elég kicsi, egyedszáma viszont stabil. A Természetvédelmi Világszövetség Vörös listáján nem fenyegetett fajként szerepel.